# Asfixiologia forense
Trata-se de uma área da medicina legal que estuda as afixias de um modo geral. A palavra "asfixia" significa "sem pulso" (a + sphyxis). Essa denominação foi dada pelos antigos, pois acreditavam que, através das artérias, circulava o pneuma. O uso atual da expressão, no entanto, quer dizer a supressão da respiração.

## Conceito
Trata-se de uma área da medicina legal que estuda as afixias de um modo geral. Asfixia é um fenômeno causado pelo impedimento da passagem do ar pelas vias respiratórias, resultando em uma alteração bioquímica do sangue. Esse processo inibe a hematose (transformação do sangue venoso em sangue arterial), o que pode levar o indivíduo à morte.
A palavra "asfixia" significa "sem pulso" (a + sphyxis) em sua origem. Essa denominação foi dada pelos antigos, pois acreditavam que, através das artérias, circulava o pneuma. O uso atual da expressão, no entanto, quer dizer a supressão da respiração. Embora consagrado pelo seu emprego corriqueiro, o termo "asfixia" deveria ser substituído, para garantir exatidão técnica e científica, por anóxia (ausência de oxigênio no sangue) ou hipoxemia (pouco oxigênio no sangue).
O fenômeno da asfixia, sob o ponto de vista médico-legal, pode ser causado por impedimento mecânico de causa fortuita, violenta e externa em circunstâncias as mais variadas. Ou como uma perturbação oriunda da privação, completa ou incompleta, rápida ou lenta, externa ou interna, do oxigênio.

## Classificação
As classificações da asfixia são as mais variadas. Elencaremos aqui as principais:

### Classificação de Afrânio Peixoto[1]
1. Asfixias Puras - são manifestadas pela anoxemia e hipercapneia
  1. Asfixias em ambientes por gases irrespiráveis:
    1. Confinamento;
    2. Asfixia por monóxido de carbono;
    3. Asfixias por outros vícios de ambiente.

  2. Obstaculação à penetração do ar nas vias respiratórias:
    1. Sufocação direta (obstrução da boca e das narinas pelas mãos ou das vias aéreas mais inferiores);
    2. Sufocação indireta (compressão do tórax);

  3. Transformação do meio gasoso em meio líquido (afogamento);
  4. Transformação do meio gasoso em meio sólido (soterramento).
2. Asfixias Complexas - interrupção primária da circulação cerebral, anoxemia, hipercapneia; inibição por compressão dos elementos nervosos do pescoço
  1. Constrição passiva do pescoço exercida pelo peso do corpo (enforcamento).
  2. Constrição ativa do pescoço exercida pela força muscular (estrangulamento).
3. Asfixias Mistas - graus variados dos fenômenos respiratórios, circulatórios e nervosos (esganadura)

### Classificação de Thoinot[2]
1. Asfixias mecânicas por constrição do pescoço; enforcamento; estrangulamento por mão; estrangulamento por laço.
2. Asfixias mecânicas por oclusão dos orifícios respiratórios externos.
3. Asfixias mecânicas por respiração num meio líquido (submersão), ou num meio pulvurulento (soterramento).
4. Asfixias mecânicas resultantes da oclusão das vias respiratórias por corpos estranhos.

### Classificação de Oscar Freire[2]
1. Modificações físicas do ambiente:
  1. modificações quantitativas dos componentes do ar (diminuição de oxigênio, aumento de gás carbônico, aumento de temperatura, excesso de umidade): confinamento.
  2. modificações qualitativas:
    1. ambiente líquido em lugar de gasoso: afogamento;
    2. ambiente sólido em lugar de gasoso: soterramento.
2. Obstáculos mecânicos no aparelho respiratório:
  1. nas aberturas aéreas (narina, boca e glote): sufocação direta.
  2. nas vias aéreas, por constrição externa, devida a laço acionado pelo peso da própria vítima: enforcamento.
  3. nas vias aéreas, por constrição externa, devida a laço acionado pela força muscular ou equivalente: estrangulamento.
  4. nas vias aéreas, por constrição externa, devida à ação da mão: esganadura.
3. Obstáculo na oxigenação das hemácias: asfixia pelo monóxido de carbono, segundo alguns autores.
4. Supressão da expansão torácica por contenção externa: sufocação indireta.

## Asfixias em Geral
É necessário entender que para que a respiração se processe em condições de normalidade é exigido um ambiente externo que contenha ar respirável, com um teor de oxigênio de aproximadamente 21%, nitrogênio 78%, gás carbônico 0,03%, portanto, praticamente livre de gases tóxicos, e que haja permeabilidade das vias respiratórias, elasticidade do tórax, expansão pulmonar, circulação sanguínea normal e volume circulatório em quantidade e qualidade suficientes para transportar o oxigênio à intimidade dos tecidos e garantir regularidade à hematose, assim como uma pressão atmosférica compatível com a fisiologia respiratória.
Nem todo o oxigênio do ar inspirado alcança os alvéolos pulmonares: 4% dele fica retido pelas vias aéreas superiores. Isto posto, a proporção de oxigênio do ar alveolar é de 17% e não 21%.
O homem precisa dessa taxa de oxigênio para sobreviver, portanto, um percentual de 7% de oxigênio no ar atmosférico ocasiona perturbações orgânicas relativamente graves, e um percentual de 3% ou um ar com grande quantidade de gases irrespiráveis ou tóxicos, acarreta morte por exaustão de oxigênio pulmonar e hipercapneia.
Ao nível dos alvéolos pulmonares ocorre a hematose, ou seja, a transformação, por osmose, do sangue venoso, vindo do coração direito, em arterial, pela perda de gás carbônico e conquista de oxigênio. A tensão do gás carbônico é mais elevada no sangue do que no ar alveolar. Em troca, a tensão do oxigênio é maior nos alvéolos do que nos capilares pulmonares. Essa diferença de pressão entre os gases do ar alveolar e os do sangue é que motiva as permutas de gás carbônico por oxigênio na hematose pulmonar.
Denomina-se ar circulante ou respiratório a quantidade de ar que entra e sai dos pulmões (cerca de 500cc), em respiração calma. Ar complementar (1.500cc) é o maior volume de ar introduzido nos pulmões, numa inspiração forçada. Ar de reserva (1.500cc) é a quantidade de ar eliminado numa expiração profunda. Ar residual é nome que se dá ao volume de ar (1.000cc) que sempre permanece nos pulmões, por mais forçada que seja a expiração. Assim, a capacidade vital, total do ar circulante, do complementar e do de reserva é 3.500cc, e a capacidade pulmonar, conjunto do residual e do de reserva, 2.500cc. A capacidade total dos pulmões soma, pois, 4.500cc.
A frequência respiratória normal é, em média:
recém-nascido 40-45 movimentos respiratórios por minuto
lactente 25-30 movimentos respiratórios por minuto
pré-escolar 20-25 movimentos respiratórios por minuto
escolar 18-20 movimentos respiratórios por minuto
adolescente 18 movimentos respiratórios por minuto
A frequência dos movimentos respiratórios é de 16 por minuto, no adulto normal, em repouso. Nas mulheres, em repouso, admite-se 18-22 movimentos por minuto.
Geralmente, a cada movimento respiratório, no indivíduo normal, em condições de repouso físico e mental, correspondem 4 pulsações cardíacas.
Chama-se eupneia a respiração normal; bradipneia, a diminuição dos movimentos respiratórios, e taquipneia, o aumento da frequência respiratória. A bradipneia é também denominada espaniopneia e oligopneia, e a taquipneia, polipneia e hiperpneia. Dispneia é a respiração forçada e difícil. Jimenez Dias a definiu como “a sensação de uma respiração que não se realiza bem”. Ortopneia é termo que indica dispneia tão intensa que obriga o indivíduo a sentar-se para dar inteira liberdade de ação aos músculos auxiliares da respiração. Apneia é a pausa ou suspensão temporária da respiração.